# Boris Bloch
Boris Bloch (en russe :  Борис Блох) né 12 février 1951 à Odessa (Ukraine) est un pianiste classique, chef d'orchestre et professeur d'université russe-ukrainien. 

## Biographie
Boris Bloch naît et grandit à Odessa, où il intègre le Conservatoire Tchaïkovski de Moscou avec Tatiana Nikolaïeva et Dimitri Bashkirov,,.
En 1974, il quitte l'Union soviétique et émigre à New York. Depuis 1985, Bloch vit en Allemagne, d’abord à Essen, où il est nommé professeur à la Folkwang Universität, puis à Düsseldorf.

## Prix et distinctions
- 1976 : premier prix aux Young Concert Artists Auditions (en) de New York[3].
- 1978 : premier prix du concours international de piano Ferruccio Busoni de Bolzano[3].
- 1977 : médaille d’or du Concours international de piano Arthur Rubinstein de Tel Aviv[3].

## Discographie
Son répertoire est très varié et comprend notamment Bach, Mozart, Chopin, Schubert, Liszt, Grieg, Mendelssohn, Moussorgski, Tchaïkovski entre autres,  ainsi que Domenico Scarlatti dont il enregistre les sonates.
Également Schumann: Phantasiestücke op.12, Sonate op.14 (concerto sans orchestre), 1 CD akademia CGD (CDAK 104), 1989.